# Виборчий округ 46
Виборчий округ 46 — виборчий округ в Донецькій області, частина якого внаслідок збройної агресії на сході України тимчасово перебуває під контролем терористичного угруповання «Донецька народна республіка», а тому вибори в цій частині не проводяться. В сучасному вигляді був утворений 28 квітня 2012 постановою ЦВК №82 (до цього моменту існувала інша система виборчих округів). Окружна виборча комісія цього округу розташовується в приміщенні КП "Бахмутська житлова управляюча компанія" за адресою м. Бахмут, вул. Соборна, 8.
До складу округу входять міста Бахмут і Лиман та частина Бахмутського району (все що на північний захід від міста Дебальцеве, окрім міст Світлодарськ і Миронівський та окрім Зайцівської селищної ради). Виборчий округ 46 межує з округом 49 і округом 47 на заході, з округом 117 на північному заході, з округом 113 на північному сході, з округом 106 на сході, з округом 108 на південному сході, з округом 53 на півдні та з округом 51 і округом 52 на південному заході. Виборчий округ №46 складається з виборчих дільниць під номерами 140041-140086, 140603-140639, 140641-140661, 141098-141144 та 142443.

## Народні депутати від округу
| Ім'я                          | Фото | Партія                          | Скликання | Дата набуття повноважень | Дата припинення повноважень |
| ----------------------------- | ---- | ------------------------------- | --------- | ------------------------ | --------------------------- |
| Клюєв Сергій Петрович         |      | Партія регіонів                 | 7-ме      | 12 грудня 2012           | 27 листопада 2014           |
| Клюєв Сергій Петрович         |      | самовисуванець                  | 8-ме      | 27 листопада 2014        | 29 серпня 2019              |
| Христенко Федір Володимирович |      | Опозиційна платформа — За життя | 9-те      | 29 серпня 2019           |                             |

## Результати виборів

### Парламентські

#### 2019
Кандидати-мажоритарники:
- Христенко Федір Володимирович (Опозиційна платформа — За життя)
- Вощанов Родіон Ігорович (Слуга народу)
- Рева Дмитро Олексійович (Опозиційний блок)
- Матейченко Костянтин Володимирович (самовисування)
- Шинкаренко Олександр Григорович (самовисування)
- Бугайов Сергій Вікторович (самовисування)

#### 2014
Кандидати-мажоритарники:
- Клюєв Сергій Петрович (самовисування)
- Рева Дмитро Олексійович (самовисування)
- Лоза Андрій Семенович (Свобода)
- Міщенко Дмитро Володимирович (самовисування)
- Кідіна Наталя Анатоліївна (Сильна Україна)
- Ржавський Олександр Миколайович (самовисування)
- Перебийніс Леонід Григорович (самовисування)
- Боровик Микола Петрович (самовисування)
- Северин Сергій Сергійович (самовисування)

#### 2012
Кандидати-мажоритарники:
- Клюєв Сергій Петрович (Партія регіонів)
- Матейченко Костянтин Володимирович (Батьківщина)
- Єрдакій Олег Миколайович (Комуністична партія України)
- Капля Вадим Вікторович (самовисування)
- Каплунов Денис Вікторович (УДАР)
- Теплицький Валерій Павлович (самовисування)

## Явка
Явка виборців на окрузі: